# AFP Giovinazzo 1976
Questa voce raccoglie le informazioni riguardanti l'AFP Giovinazzo nelle competizioni ufficiali della stagione 1976.

## Maglie e sponsor
| 1ª divisa |

## Rosa
| N° | Naz.              | Ruolo | Sportivo             |  |  |  |
| -- | ----------------- | ----- | -------------------- |  |  |  |
|    | Italia (bandiera) | E     | Angelo Beltempo      |  |  |  |
|    | Italia (bandiera) | E     | Luigi Beltempo       |  |  |  |
|    | Italia (bandiera) | E     | Francesco Frasca     |  |  |  |
|    | Italia (bandiera) | E     | Felice Labianca      |  |  |  |
|    | Italia (bandiera) | P     | Lino Labianca        |  |  |  |
|    | Italia (bandiera) | E     | Michele Marolla      |  |  |  |
|    | Italia (bandiera) | E     | Gianbattista Massari |  |  |  |
|    | Italia (bandiera) | P     | Michele Siracusa     |  |  |  |
|    | Italia (bandiera) | E     | Michele Vestito      |  |  |  |

- Allenatore:  Gianbattista Massari